# Claude Sitbon
Claude Sitbon, né le 22 mai 1943 à Tunis, est un sociologue franco-israélien, spécialiste du judaïsme tunisien.
Chevalier de l'ordre national du Mérite, il est conseiller de Teddy Kollek à la Fondation de Jérusalem entre 1990 et 2000. Il dirige l'Association d'amitié France-Israël entre 1995 et 2005. 

## Biographie
Claude Sitbon, né en 1943 à Tunis, est le quatrième de cinq enfants issu du mariage en 1927 de Josué (Yeshoua) et Marie (Miryam) ; son oncle, Charles Haddad, est le dernier président de la communauté juive de Tunisie entre 1951 et 1958. Sitbon, qui grandit dans une famille juive traditionaliste, est éduqué dans les institutions de l'Alliance israélite universelle.
En 1961, après la crise de Bizerte, il quitte la Tunisie et part continuer ses études en France. Il obtient son diplôme en sociologie de l'École pratique des hautes études à Paris. Son mémoire traite de la communauté juive de Sarcelles, qui est à l'époque l'une des plus importantes de France. 
En 1970, le film Le Jasmin perdu du réalisateur Serge Moati est diffusé à la télévision française dans le cadre de la serie Les Femmes aussi d'Éliane Victor et donne à voir la vie d'une famille juive, la famille Sitbon, émigrée de Tunisie et réinstallée à Sarcelles.
Sitbon participe activement aux événements de Mai 68 à Paris et fait partie du Centre d'action et d'études sionistes. En 1970, il immigre en Israël, où il dirige le lycée français de Jérusalem entre 1972 et 1978. Il devient le représentant de l'Organisation sioniste mondiale à Paris entre 1978 et 1981 et entre 1986 et 1988. Entre 1990 et 2000, il dirige le département francophone de la Fondation de Jérusalem. Il est, au cours de cette période, conseiller auprès de Teddy Kollek, maire de Jérusalem.
Sitbon est marié à Ayala, professeur retraitée d'histoire et d'éducation civique. Il est le père d'Ofer, professeur de droit, et de Tali, directrice des relations humaines dans une entreprise de haute technologie israélienne. Il est également le grand-père de six petits-enfants. Il réside à Herzliya.

## Contributions

### Judaïsme tunisien
Le principal domaine d'expertise de Sitbon est le judaïsme tunisien. Il a consacré de nombreuses années à l'étude de la communauté juive tunisienne et à la diffusion de la connaissance sur son histoire et ses coutumes. En 1979, il publie, en collaboration avec Robert Attal, son premier livre, Regards sur les Juifs de Tunisie, chez Albin Michel. En 1986, il est conseiller scientifique, avec Attal, d'une exposition sur le judaïsme tunisien intitulée De Carthage à Jérusalem, présentée au musée de Beit Hatfutsot et inaugurée en présence du Premier ministre d'Israël Shimon Peres. En 1989, il coédite aux éditions du Scribe un ouvrage sur la communauté juive tunisienne intitulé Les Juifs de Tunisie : images et textes. En 2010, il préface le livre Les Tunisraéliens : l'intégration des Juifs de Tunisie en Israël de Nava Sarah Yardeni.
En 1997, il organise le premier voyage en Tunisie de Juifs israéliens originaires du pays. Il organise de nombreux voyages jusqu'en 2011. Il est invité à plusieurs reprises à Tunis pour donner des conférences sur le judaïsme tunisien.
En 2006, Sitbon organise la première cérémonie à Yad Vashem consacrée à la mémoire des Juifs tunisiens qui ont péri dans la Shoah. Dès 2009, cette cérémonie se tient chaque année. 
Sitbon intervient fréquemment dans les médias au sujet de la Tunisie et de la communauté juive tunisienne. Il publie de nombreux articles sur ces sujets et est également actif dans la diffusion du savoir sur les Juifs tunisiens sur diverses plateformes en ligne,.

### Engagement public et intellectuel
En 1995, il est nommé à la tête de l'Association d'amitié France-Israël (qu'il dirige jusqu'en 2005). La même année, il contribue à la réalisation d'une émission spéciale de Bouillon de culture présentée par Bernard Pivot sur Jérusalem et à la publication du guide Terre sainte par les éditions Gallimard. La même année, il réalise également avec Yaacov Assal Maxi 145922, un aller-retour, un documentaire retraçant la vie de Maxi Librati, survivant de la Shoah devenu homme d'affaires.
En 1999, il fonde, avec Shlomo Elbaz, la série de livres Mare Nostrum qui vise à sensibiliser les citoyens d'Israël à l'environnement culturel méditerranéen et à créer un sentiment de solidarité avec les autres peuples de la région. En 2002, il organise, avec David Ohana et David Mendelsohn, une conférence internationale sur la vie et l'œuvre d'Albert Memmi, écrivain judéo-tunisien et ami de longue date ; les communications sont publiées dans Lire Albert Memmi : déracinement, exil, identité. Un entretien de Sitbon avec Memmi sur sa vie en Tunisie pendant l'occupation nazie est déposé à la Bibliothèque nationale d'Israël ainsi qu'au United States Holocaust Memorial Museum.
En 2014, il préface la traduction française de Altneuland de Theodor Herzl.

### Engagement pour la paix israélo-palestinienne
Claude Sitbon est un militant de longue date pour la paix entre Israéliens et Palestiniens. En 1967, à la fin de la guerre des Six Jours, il fait partie du Comité international de la gauche pour la paix au Moyen-Orient créé par Marek Halter avec la participation, entre autres, de Bernard Kouchner, Albert Memmi et Jacques Derogy. En 1968, il est directeur de diffusion de la revue Éléments, organe trimestriel du comité, dirigée par Clara Halter. C'est dans cette revue que, pour la première fois, collaborent des Israéliens, des Palestiniens et des Arabes.
En 1983, Sitbon devient membre (avec, entre autres, Ami Bouganim) du mouvement Hamizrah el Hashalom (L'Orient pour la Paix), fondé par Shlomo Elbaz, et dont le but est de rapprocher Israéliens et Palestiniens et d’insérer Israël dans le Moyen-Orient. En mai 2003, il participe au voyage multiconfessionnel de 250 personnalités arabes et juives vers le camp d'Auschwitz, conduites par le théologien Émile Shoufani et le journaliste Nazir Magally. Cette initiative vaut à Shoufani le prix UNESCO de l'éducation pour la paix la même année.
En décembre 2003, Sitbon fait partie de la délégation israélienne lors de la signature du plan de paix alternatif de l'Initiative de Genève, conclu entre l'ancien ministre israélien Yossi Beilin et l'ancien ministre palestinien Yasser Abd Rabbo.

### Récompenses
En novembre 2000, le gouvernement français lui décerne la médaille de chevalier de l'ordre national du Mérite pour ses « 30 ans d'activités professionnelles et associatives » dans le domaine de la francophonie.

## Ouvrages
En hébreu
- (he) מקרתגו לירושלים [« De Carthage à Jérusalem »], Tel-Aviv, Beit Hatfutsot,‎ 1986.
- (he) יהודי תוניסיה [« Juifs tunisiens »], Jérusalem, Centre Hasbra,‎ 1991.

En français
- Robert Attal et Claude Sitbon, Regards sur les juifs de Tunisie, Paris, Éditions Albin Michel, 1979, 315 p. (ISBN 978-2-226-00789-6, lire en ligne).
- Claude Sitbon (dir.), Les Juifs de Tunisie : images et textes, Paris, Èditions du Scribe, 1989, 263 p. (ISBN 978-2-86765-011-6, lire en ligne).
- Terre sainte, Paris, Éditions Gallimard, 1995, 480 p. (ISBN 978-2742402304, lire en ligne).
- Jérusalem il y a 3000 ans, Paris, Élypresse, 1996.
- David Ohana, Claude Sitbon et David Mendelsohn, Lire Albert Memmi : déracinement, exil, identité, Paris, Éditions Factuel, 2002, 242 p. (ISBN 978-2-940313-06-8).
- Nava Sarah Yardeni, Les Tunisraéliens : l'intégration des Juifs de Tunisie en Israël, Paris, Elkana, 2010, 346 p. (ISBN 978-965-7417-07-2, lire en ligne).
- Theodor Herzl (préf. Claude Sitbon, postface Edmond Fleg), Altneuland : roman, Montréal, Éditions du Marais, 2014, 353 p. (lire en ligne).

Articles
- « Les Juifs de Sarcelles », Dispersion et Unité, no 11,‎ 1971, p. 82-96.
- « Les Juifs de Sarcelles : intégration et identité », Dispersion et Unité, nos 13-14,‎ 1971, p. 209-222.
- « Israël et les Juifs de France : entretien avec Raymond Aron », Dispersion et Unité, nos 15-16,‎ 1971, p. 150-157.
- « Un projet incroyablement heureux : le sionisme », Dispersion et Unité, no 16,‎ 1976, p. 31-40.
- « Réflexions actuelles sur la réalité israélienne : entretien avec Raymond Aron », Dispersion et Unité, no 16,‎ 1976, p. 106-111.
- « L'Algérie et Information juive : un entretien avec Jacques Lazarus », dans Robert Attal, Regards sur les Juifs d'Algérie, Paris, L'Harmattan, 1996 (ISBN 978-2296313200), p. 113-116.
- « Israël banni de la francophonie », Les Temps modernes, vol. 2-3, nos 643-644,‎ 2007, p. 324-328.